# Castello di Konopiště

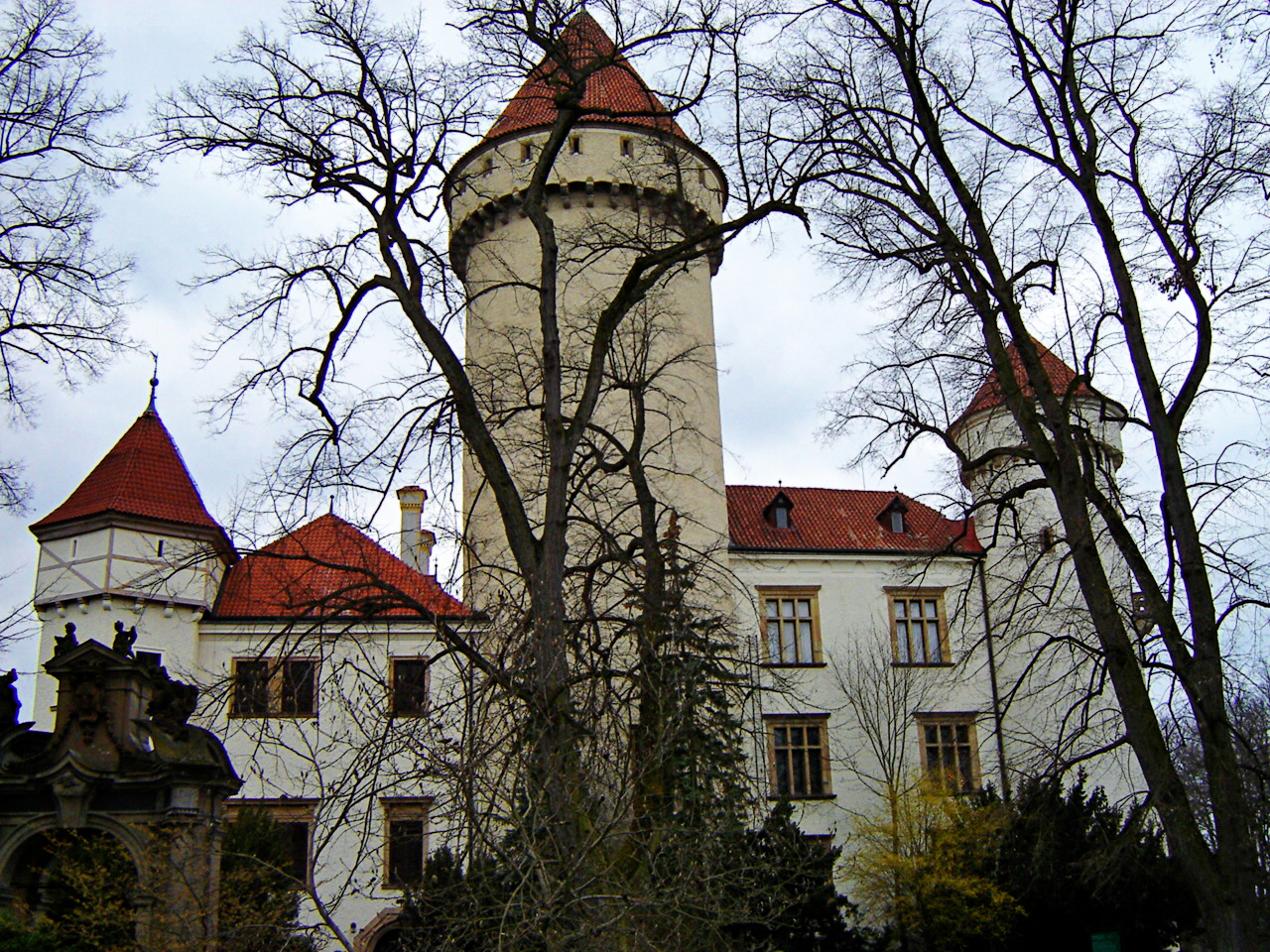
Facciata del castello di Konopiště.

Il castello di Konopiště (pronuncia: /ˈkonopɪʃcɛ/) è situato in Boemia Centrale, regione della Repubblica Ceca, a circa 40 chilometri a sud-ovest dalla capitale Praga, nel territorio del comune di Benešov.
Il castello, fondato nel XIII secolo, venne riedificato completamente nel XIX secolo, più precisamente nell'anno 1887. È qui che Francesco Ferdinando d'Asburgo-Este stabilì la sua dimora nel 1914.

## Storia

### Dal Cinquecento al Settecento
Originariamente era un castello gotico di gusto francese, già esistente nel Basso Medioevo.
Nella prima metà del XVI secolo venne ricostruito una prima volta.
Nel 1605 vennero aggiunti il barbacane, che all'origine circondava completamente il castello, e il cosiddetto "palazzo nuovo". Nel 1725 il ponte levatoio venne sostituito da un nuovo ponte di pietra; in quello stesso periodo venivano rinnovati in stile barocco il lato sud e l'ala centrale, come pure l'entrata al castello, arricchita di sculture del tirolese Matthias Braun.
Durante altri lavori, effettuati intorno al 1750, il soffitto della sala grande fu decorato con un affresco raffigurante le Quattro Stagioni, opera del pittore Julius Lux, originario di Plzeň. I camini di marmo, decorati ad intaglio, sono opera dello scultore Lazar Widman, anch'egli di Plzen.

### Ottocento
La ricostruzione del castello venne effettuata negli anni 1889-1894, sotto la direzione di Joseph Mocker. 
Nel 1900 venne inaugurato un grande parco all'inglese, ancora oggi famoso per l'orangerie (utilizzata per esposizioni d'arte) e per il giardino delle rose.

### Novecento
Tra il 12 e il 14 giugno 1914 vi ebbe luogo un incontro, molto discusso, tra il proprietario, l'arciduca Francesco Ferdinando, e il Kaiser Guglielmo II; pur non essendovi stato deciso niente di politicamente importante, fu comunque un segno del progressivo allontanamento dell'Austria e della Germania dall'Italia, guardata con diffidenza.

## L'armeria estense
Al terzo piano del castello si trova una grande collezione di armi storiche e corazze, creata dall'unione dell'armeria del casato italiano Obizzi con le opere di proprietà delle dinastie Este e Asburgo.
Il castello inoltre conserva il proiettile con il quale Gavrilo Princip uccise l'arciduca Francesco Ferdinando, erede al trono d'Austria-Ungheria, e sua moglie Sofia durante una visita ufficiale a Sarajevo nel 1914, talvolta indicato come "la pallottola che diede inizio alla prima guerra mondiale".